# Samodzielne pododdziały kontrterrorystyczne Policji

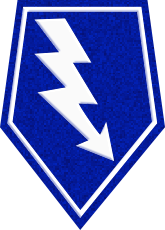
Korpusówka jednostek kontrterrorystycznych Policji

Samodzielne pododdziały kontrterrorystyczne Policji, SPKP – jednostki organizacyjne Policji podległe właściwym komendantom wojewódzkim Policji lub Komendantowi Stołecznemu Policji, które – wraz z Centralnym Pododdziałem Kontrterrorystycznym Policji „BOA” – są odpowiedzialne za prowadzenie działań kontrterrorystycznych Policji na terenie Polski. Sposób działania SPKP określa zarządzenie Komendanta Głównego Policji.
Pierwsze pododdziały kontrterrorystyczne powstały pod koniec lat. 70. XX wieku w postaci plutonów specjalnych w ramach struktur Zmotoryzowanych Odwodów Milicji Obywatelskiej (ZOMO) w Gdańsku, Katowicach, Krakowie, Łodzi, Poznaniu, Szczecinie i we Wrocławiu. W latach 80. istniały również drużyny specjalne w 39 województwach, z czego drużyny w Białymstoku i Rzeszowie przekształcono później w plutony, a pozostałe drużyny zlikwidowano. W 1988 roku plutony powiększono do rozmiarów kompanii. Wraz z przekształceniem Milicji Obywatelskiej w Policję, kompanie – jako Kompanie Antyterrorystyczne (KAT) – weszły w skład oddziałów prewencji Policji. W 2000 roku wyłączono pododdziały kontrterrorystyczne ze struktur oddziałów prewencji i podporządkowano bezpośrednio komendantom wojewódzkim jako samodzielne pododdziały antyterrorystyczne Policji (SPAP), pod którą to nazwą funkcjonowały do przełomu 2018 i 2019 roku.
| Jednostka                                                                   | Jednostka nadrzędna                                 | Stan etatowy |
| --------------------------------------------------------------------------- | --------------------------------------------------- | ------------ |
| Samodzielny Pododdział Kontrterrorystyczny Policji w Białymstoku            | Komenda Wojewódzka Policji w Białymstoku            | 48           |
| Samodzielny Pododdział Kontrterrorystyczny Policji w Bydgoszczy             | Komenda Wojewódzka Policji w Bydgoszczy             | 31           |
| Samodzielny Pododdział Kontrterrorystyczny Policji w Gdańsku                | Komenda Wojewódzka Policji w Gdańsku                | 48           |
| Samodzielny Pododdział Kontrterrorystyczny Policji w Gorzowie Wielkopolskim | Komenda Wojewódzka Policji w Gorzowie Wielkopolskim | 31           |
| Samodzielny Pododdział Kontrterrorystyczny Policji w Katowicach             | Komenda Wojewódzka Policji w Katowicach             | 59           |
| Samodzielny Pododdział Kontrterrorystyczny Policji w Kielcach               | Komenda Wojewódzka Policji w Kielcach               | 21           |
| Samodzielny Pododdział Kontrterrorystyczny Policji w Krakowie               | Komenda Wojewódzka Policji w Krakowie               | 59           |
| Samodzielny Pododdział Kontrterrorystyczny Policji w Lublinie               | Komenda Wojewódzka Policji w Lublinie               | 31           |
| Samodzielny Pododdział Kontrterrorystyczny Policji w Łodzi                  | Komenda Wojewódzka Policji w Łodzi                  | 59           |
| Samodzielny Pododdział Kontrterrorystyczny Policji w Olsztynie              | Komenda Wojewódzka Policji w Olsztynie              | 31           |
| Samodzielny Pododdział Kontrterrorystyczny Policji w Opolu                  | Komenda Wojewódzka Policji w Opolu                  | 21           |
| Samodzielny Pododdział Kontrterrorystyczny Policji w Poznaniu               | Komenda Wojewódzka Policji w Poznaniu               | 48           |
| Samodzielny Pododdział Kontrterrorystyczny Policji w Radomiu                | Komenda Wojewódzka Policji zs. w Radomiu            | 21           |
| Samodzielny Pododdział Kontrterrorystyczny Policji w Rzeszowie              | Komenda Wojewódzka Policji w Rzeszowie              | 48           |
| Samodzielny Pododdział Kontrterrorystyczny Policji w Szczecinie             | Komenda Wojewódzka Policji w Szczecinie             | 48           |
| Samodzielny Pododdział Kontrterrorystyczny Policji w Warszawie              | Komenda Stołeczna Policji                           | 77           |
| Samodzielny Pododdział Kontrterrorystyczny Policji we Wrocławiu             | Komenda Wojewódzka Policji we Wrocławiu             | 59           |